# Sydafrikas nationalvåben
Sydafrikas nationalvåben blev antaget i år 2000 og erstattede det tidligere fra 1932. Mottoet ǃke e: ǀxarra ǁke er på Khoisansproget og kan oversættes som "Splittede folk forenes".
|           |           |           |       |
| 1910-1930 | 1930-1932 | 1932-2000 | 2000- |

| Artikelstump | Spire Denne artikel om et rigsvåben eller statsvåben er en spire som bør udbygges. Du er velkommen til at hjælpe Wikipedia ved at udvide den. |